# Wavreille
Wavreille (en wallon Wavreye) est une section et un village de la ville belge de Rochefort situé en Région wallonne dans la province de Namur. C'était une commune à part entière, avant la fusion des communes de 1977.

## Étymologie
Le nom de Wavreille trouverait son origine dans le mot en bas latin vavria signifiant « champs en friche ». Autre possibilité : Wavreille viendrait de Wavre (Wever en Néerlandais, Weber en Allemand) qui signifie tisserand. Une origine germanique de la population wavreilloise se retrouve dans le nom du ruisseau qui prend sa source dans le village : le ruisseau d'en Faule, Faula est la déesse germanique de la fécondité.

## Évolution démographique
- Source: DGS, 1831 à 1970=recensements population, 1976= habitants au 31 décembre

## Histoire
Wavreille est un village résistant de la Seconde Guerre mondiale. 

## Patrimoine et culture

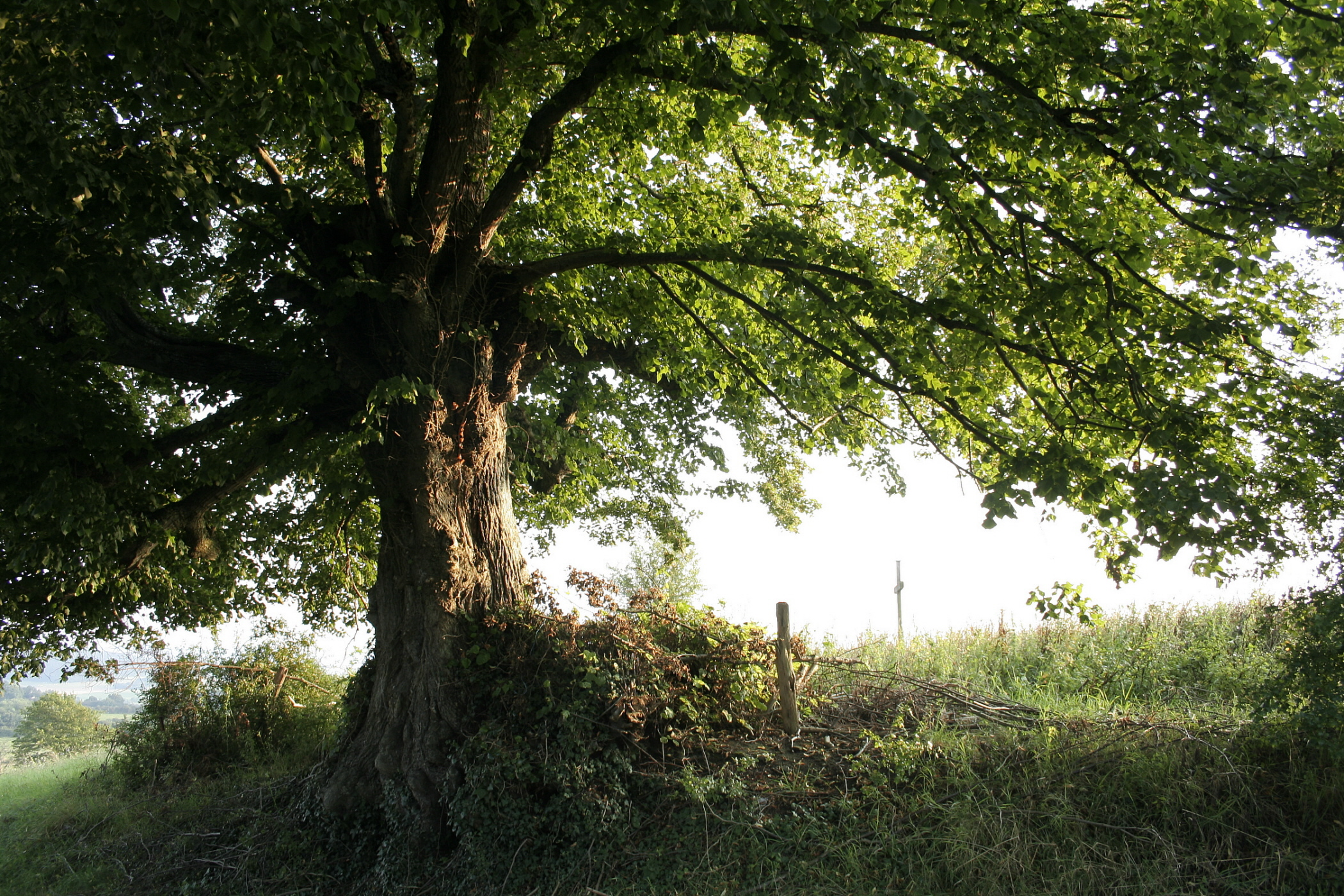
Le vieux tilleul de « Biètrenne ».

### Patrimoine architectural et naturel
La mare de Wavreille (mare du Baty) est un site naturel classé depuis 1948.